# Список умерших в 623 году

## Сентябрь
- 25 сентября — Финбарр из Корка, епископ Коркский и настоятель монастыря на территории современного города Корк, Ирландия.

## Дата смерти неизвестна или требует уточнения
- Асад ибн Зурара, один из сподвижников пророка Мухаммада.
- Дезидерий Осерский, епископ Осера, святой.
- Луп Сенонский, католический святой, епископ Сенона.
- Ремедий, епископ Кёльна.
- Севард, король Эссекса (ок. 616—623).
- Сексред, король Эссекса (ок. 616—623).
- Сунновей, епископ Кёльна.
- Цзицзан, главный систематизатор учения китайской буддийской школы Саньлунь-цзун.